# دریاچه نوشاتل
دریاچه نوشاتل (فرانسوی: Lac de Neuchâtel‎) دریاچه‌ای است در روماندی سوئیس. این دریاچه بزرگ‌ترین دریاچه‌ای است که به طور کامل در داخل سوئیس قرار گرفته‌است.

## حفره‌های شگفت بستر دریاچه
در سال ۱۳۹۴ دانشمندان در بستر این دریاچه حفره‌های بزرگی پیدا کردند که به آن‌ها نام «حفره‌های شگفت» داده شده‌است.
در ابتدا تجهیزات نمایش بستر دریاچه، فقط یک حفره کاملاً گرد به قطر ۱۰۰ متر را نشان داده بود اما بعد سه حفره دیگر هم شناسایی شد. قطر بزرگترین حفره ۱۶۰ متر و عمیق‌ترین آن ۳۰ متر است، تجزیه و تحلیل آبی که از دهانه حفره‌های پوشیده از رسوب و خزه به آرامی فوران می‌کرد، پژوهشگران را به این نتیجه رساند که سرچشمه این آب باید از یک شبکه زیرزمینی گسترده و طولانی باشد.
از مقایسه دمای آب در محل حفره‌ها با دمای آب در اطراف آن، پژوهشگران دریافتند دمای آبی که از حفره‌ها بیرون می‌آید بطرز محسوسی دو تا سه درجه گرم‌تر از دمای آب اطراف آن است.
آبی که از حفره‌ها وارد دریاچه می‌شود، از کوهستان ژورا، از مسیری طولانی و زیرزمینی از فاصله ۴۵ کیلومتری، به زیر دریاچه نوشاتل می‌رسد و از عمق صد متری، به آرامی از لابلای خزههایی که روی حفره‌ها را پوشانده، به داخل دریاچه فوران می‌کند.
قدمت این حفره‌ها به بیش از ۱۲۰۰۰ سال پیش باز می‌گردد، زمانی که زمین‌لرزه بزرگی در این منطقه رخ داده‌است.